# Баткін Леонід Михайлович
Леонід Михайлович Баткин (29 червня 1932, Харків — 29 листопада 2016) — російський історик, літературознавець, культуролог, педагог, громадський діяч.

## Освіта
1955 — закінчив історичний факультет Харківського державного університету.
1959 — кандидат історичних наук, тема дисертації: «Данте та політична боротьба у Флоренції кінця XIII  — початку XIV століть».
1992 — доктор історичних наук, за сукупністю робіт на тему «Італійське відродження як історичний тип культури».

## Наукова та педагогічна діяльність
В 1956 — 1967 — викладач, доцент Харківського інституту мистецтв, звільнений за «грубі ідеологічні помилки», в тому числі за «пропаганду чистого мистецтва та формалізму». В радянський період йому не дозволили захистити докторську дисертацію.
З 1968 працював в Інституті загальної історії АН СРСР: старший науковий співробітник, з 1992 — провідний науковий співробітник.
З 1992, одночасно, головний науковий співробітник Інституту вищих гуманітарних досліджень Російського державного гуманітарного університету (РДГУ). член Вченої ради РДГУ. Член міжнародної редакційної ради журналу Arbor Mundi («Світове древо»), що видається в РДГУ.
В 1987 — 1989, одночасно, викладав у Московському державному історико-архівному інституті.
Фахівець з історії та теорії культури, головним чином італійського Відродження. Напрями наукових досліджень  — італійське Відродження як особливий тип культури; характер і межі особистої самосвідомості в європейській історії культури; методологія вивчення індивідуальних та унікальних явищ в історії культури.
Дійсний член Американської академії з вивчення Відродження. Лауреат премії з культури за 1989 Ради міністрів Італійської республіки (за книгу про Леонардо да Вінчі).

## Громадська діяльність
У 1979 був учасником саміздатского літературного альманаху «Метрополь».
У 1988 — 1991 був одним з керівників клубу «Московська Трибуна».
В 1990 — 1992 брав участь у діяльності руху «Демократична Росія». У травні 2010 підписав звернення російської опозиції «Путін має піти».
Дотримувався ліберальних політичних поглядів.

## Праці
- Данте и его время: Поэт и политика. М.: Наука, 1965. Изд. на ит. яз.: 1970, 1979.
- Итальянские гуманисты: стиль жизни и стиль мышления / Отв. ред. проф. М. В. Алпатов. — М.: Наука, 1978. — 200, [8] с. — (Из истории мировой культуры). — 37 500 экз. (Издание на итальянском языке 1990)
- Leonardo da Vinci. Bari: Laterza, 1988.
- Сон разума. О социально-культурных масштабах личности Сталина.//"Знание-сила", №№3,4, 1989
- Итальянское Возрождение в поисках индивидуальности. М.: Наука, 1989.
- Леонардо да Винчи и особенности ренессансного творческого мышления. М.: Искусство, 1990.
- Возобновление истории: Размышления о политике и культуре. М.: Московский рабочий, 1991.
- «Не мечтайте о себе»: О культурно-историческом смысле «я» в «Исповеди» бл. Августина. М.: РГГУ, 1993.
- Пристрастия: Избранные эссе и статьи о культуре. М.: ТОО «Курсив-А», 1994.
- Петрарка на острие собственного пера: Авторское самосознание в письмах поэта. М.: РГГУ, 1995.
- Итальянское возрождение: Проблемы и люди. М.: Изд-во РГГУ, 1995.
- Тридцать третья буква: Заметки читателя на полях стихов Иосифа Бродского. М.: РГГУ, 1997.
- Европейский человек наедине с собой. Очерки о культурно-исторических основаниях и пределах личного самосознания: Августин. Абеляр. Элоиза. Петрарка. Лоренцо Великолепный. Макьявелли. М.: РГГУ, 2000.
- Личность и страсти Жан-Жака Руссо. М.: РГГУ, 2012.